# Храм Лакшмінараяна (Делі)
Храм Лакшмінараяна (гінді लक्ष्मी नारायण मंदिर, англ. Laxminarayan Temple, інколи Birla Mandir) — індуїстський храм в Делі, Індія, присвячений Лакшмінараяну (Вішну в присутності своєї дружини Лакшмі). На території храму знаходиться велике число гробниць, фонтанів та великий сад. Щороку на день народження Крішни тут проводиться великий фестиваль Джанмаштамі .

## Галерея

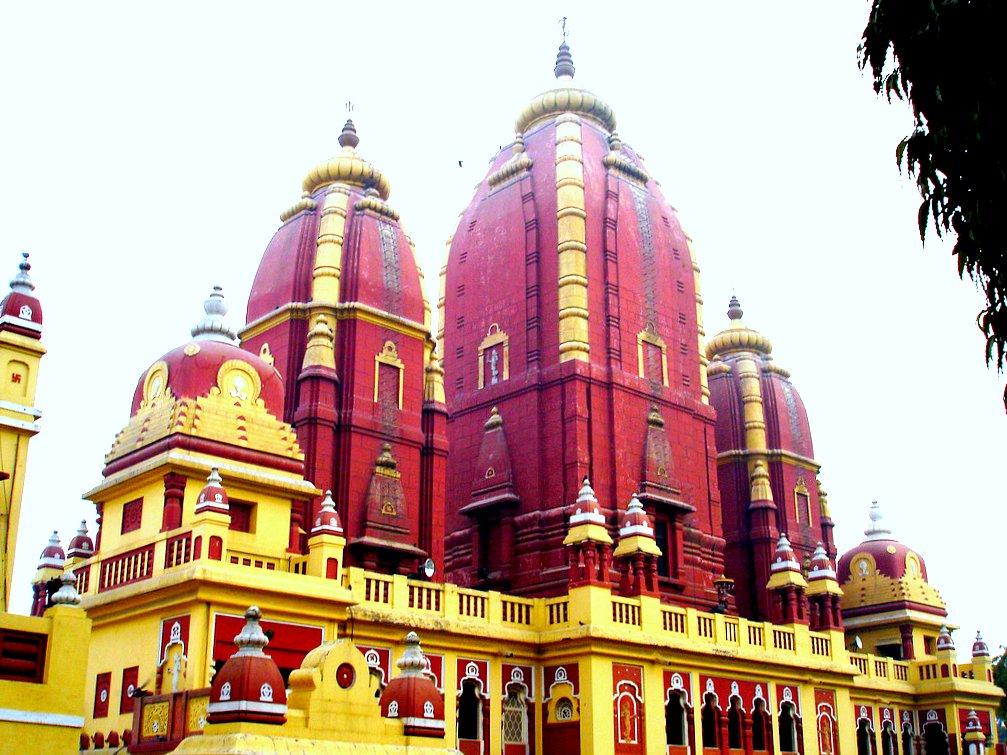
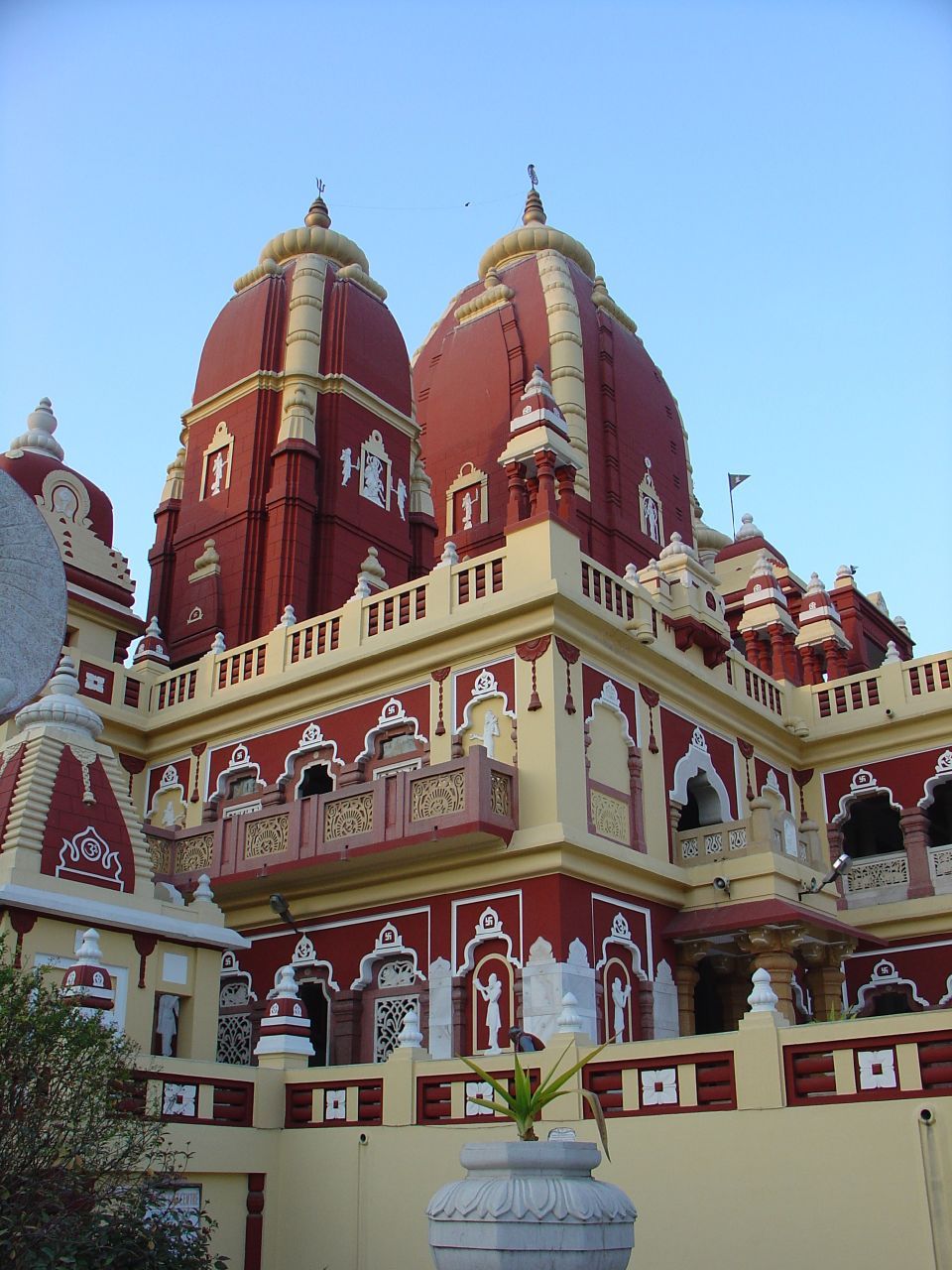
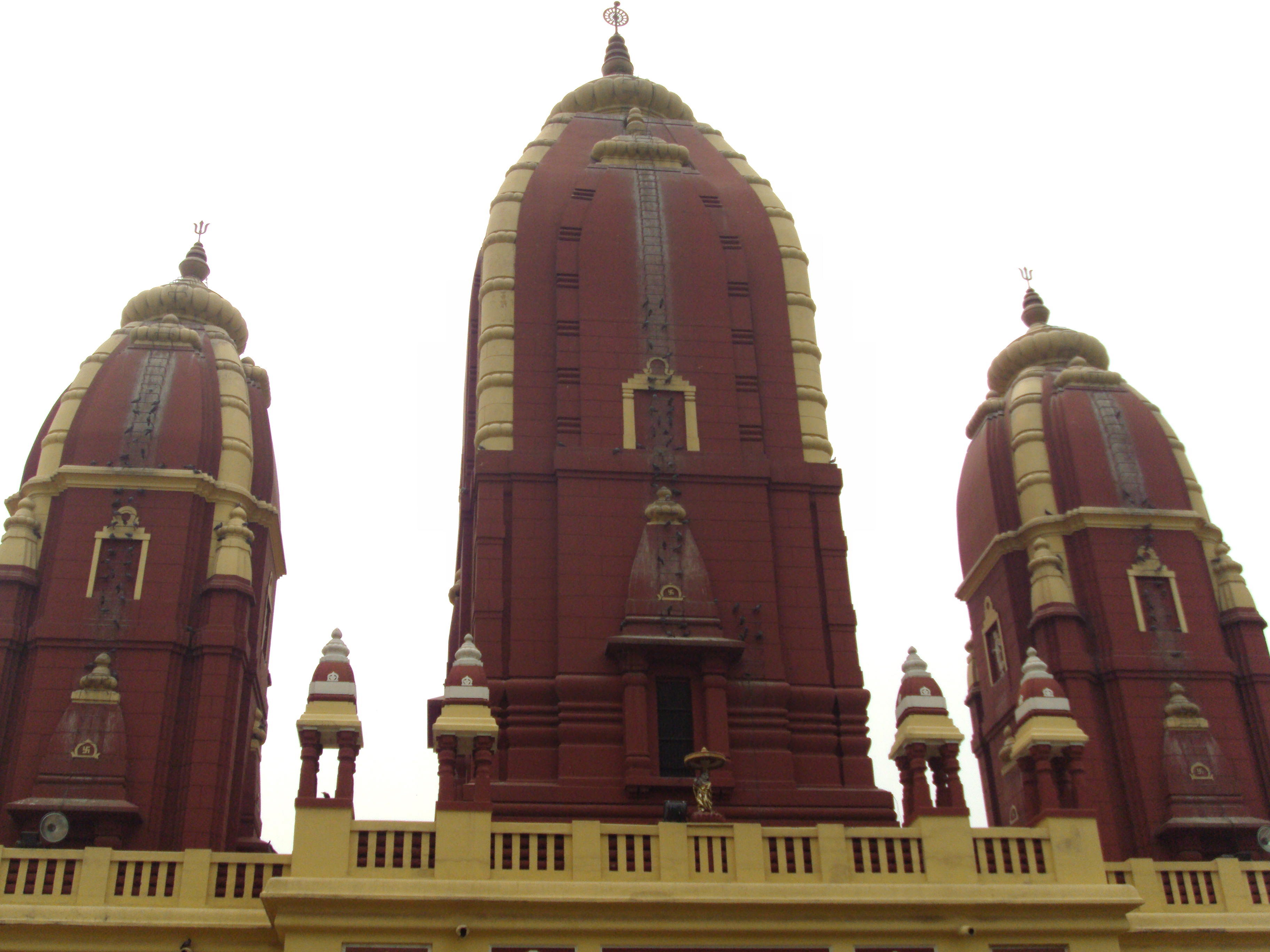

| Прапор Індії | Це незавершена стаття про Індію. Ви можете допомогти проєкту, виправивши або дописавши її. |